# Pablo Uberti
Pour les articles homonymes, voir Uberti (homonymie).

a Compétitions nationales et continentales officielles uniquement.

b Matchs officiels uniquement.
Dernière mise à jour le 19 Janvier 2024.
Pablo Uberti, né le 19 octobre 1997 à Bayonne, est un joueur français de rugby à XV qui évolue au poste de centre.

## Biographie
Pablo Uberti commence le rugby au Capbreton Hossegor Rugby avant d'intégrer l'US Tyrosse et de faire ses débuts avec l'équipe première en 2015.
Il est recruté par l'Union Bordeaux Bègles en 2016 et son premier match en professionnel en Top 14 lors de la saison 2017-2018.
Il est ensuite prêté au FC Grenoble lors de la saison 2018-2019 en Top 14 puis de la saison 2019-2020 en Pro D2.
Il retourne à l'Union Bordeaux Bègles lors de la saison 2020-2021.
Le 28 juin 2024, il est remplaçant en finale du Top 14, organisée exceptionnellement au Stade Vélodrome de Marseille, face au Stade toulousain.

## Palmarès
- Union Bordeaux Bègles
  - Finaliste du Championnat de France en 2024